# 達利戰役
達利戰役（英語：Battle of Dhale）是從2015年3月24日開始的軍事衝突，屬於也门内战 (2014年至今)的一部分。胡塞武裝組織和效忠於前總統阿里·阿卜杜拉·薩利赫的軍隊聯手，與效忠於國際公認的總統阿卜杜拉布·曼蘇爾·哈迪的軍隊為了爭奪達利而發生衝突。

## 戰役
3月24日，胡塞武裝組織攻下達利的行政建築，並在猛烈砲火下逐步推進。發生於第33裝甲旅軍營的戰鬥直到下午才結束，造成10名反哈迪份子死亡。隨後，親哈迪的部隊開始展開反攻，將胡塞份子擊退。
3月30日，經過將近一星期的戰鬥後，胡塞終於進入了達利城內。據報導兩方各佔據達利城部分區域，但有當地的謝赫表示胡塞已經控制了達利城，且零星的戰鬥仍持續發生，雙方都遭受「慘重的傷亡」。也在此時，一名紅新月會的救護車司機因車輛被砲火擊中而喪生。
3月31日，和哈迪合作的南方運動成員與胡塞、親沙雷軍隊交戰。此外，反覆的空襲也成功擊中了胡塞聯軍軍營的彈藥庫。當天的戰鬥造成大約30名胡塞聯軍及9名南方運動份子陣亡。
4月1日，親胡塞的第33裝甲旅據說被聯軍空襲重創後「瓦解」，該旅指揮官已經逃亡別處。胡塞也向北退卻。10名親哈迪軍隊於巷戰中陣亡。隔天，達利城被哈迪軍隊所控制，但和胡塞份子的槍戰仍持續發生。
4月4日，胡塞攻下了該城的中央監獄，讓囚犯選擇加入胡塞組織或是繼續被監禁，造成三百人離開了監獄。
4月5日，針對胡塞份子的空襲擊中了住宅區，使得5位平民喪生。隔晚，19名胡塞份子和15名親哈迪軍隊在戰鬥中陣亡。
4月8日，聯軍向達利的胡塞份子發動更多的空襲行動。
當地官員表示4月12日至4月13日期間，40名胡塞份子與三名親哈迪軍隊死亡，另外有三名孩童因家被砲彈擊中而喪生。4月18日，逐漸增多的戰鬥和空襲造成31名胡塞份子及17名親哈迪軍隊陣亡。
此外在4月22日和4月25日，根據親哈迪方的消息指出，至少20名親胡塞份子與8名當地武裝份子死亡。